# بلاد العمري (حالمين)

تعديل مصدري - تعديل

بلاد العمري هي إحدى قرى عزلة حبيل الريدة بمديرية حالمين التابعة لمحافظة لحج، بلغ تعداد سكانها 917 نسمة حسب تعداد اليمن لعام 2004.